# Mutation neutre
Une mutation neutre correspond à un changement dans la séquence d'ADN qui n'est ni bénéfique ni préjudiciable à la survie et la reproduction de l'organisme qui l'exprime. En génétique des populations, les mutations pour lesquelles la sélection naturelle n'affecte pas la propagation de celles-ci au sein d'une espèce sont appelées mutations neutres. Les mutations neutres qui sont héritables et ne sont pas liées à des gènes sélectionnés seront soit perdues, soit remplacées par d'autres allèles du gène concerné. Cette perte ou fixation de ce gène se base sur un échantillonnage aléatoire connu sous le nom de dérive génétique. Une mutation neutre dans un contexte de déséquilibre de liaison avec d'autres allèles soumis à la sélection peut être perdue ou bien se fixer via l'auto-stop génétique et/ou la sélection "background".
Alors que beaucoup de mutations dans un génome peuvent diminuer la fitness d'un organisme, les mutations neutres sont contre-sélectionnées et ne sont pas transmises aux générations futures. Les mutations les plus communément observées, détectables comme des variations dans la composition génétique des organismes et des populations, ne semblent pas avoir d'effet visible sur la fitness des individus et sont par conséquent neutres. L'identification et l'étude des mutations neutres a mené au développement de la théorie neutraliste de l'évolution. Celle-ci est une théorie importante et souvent controversée qui propose que la plupart des variations moléculaires au sein des espèces est essentiellement neutre et n'agit pas sur la sélection. Les mutations neutres constituent également le point de départ pour l'utilisation des horloges moléculaires afin d'identifier les événements évolutifs comme la spéciation et les radiations évolutives.

## Historique

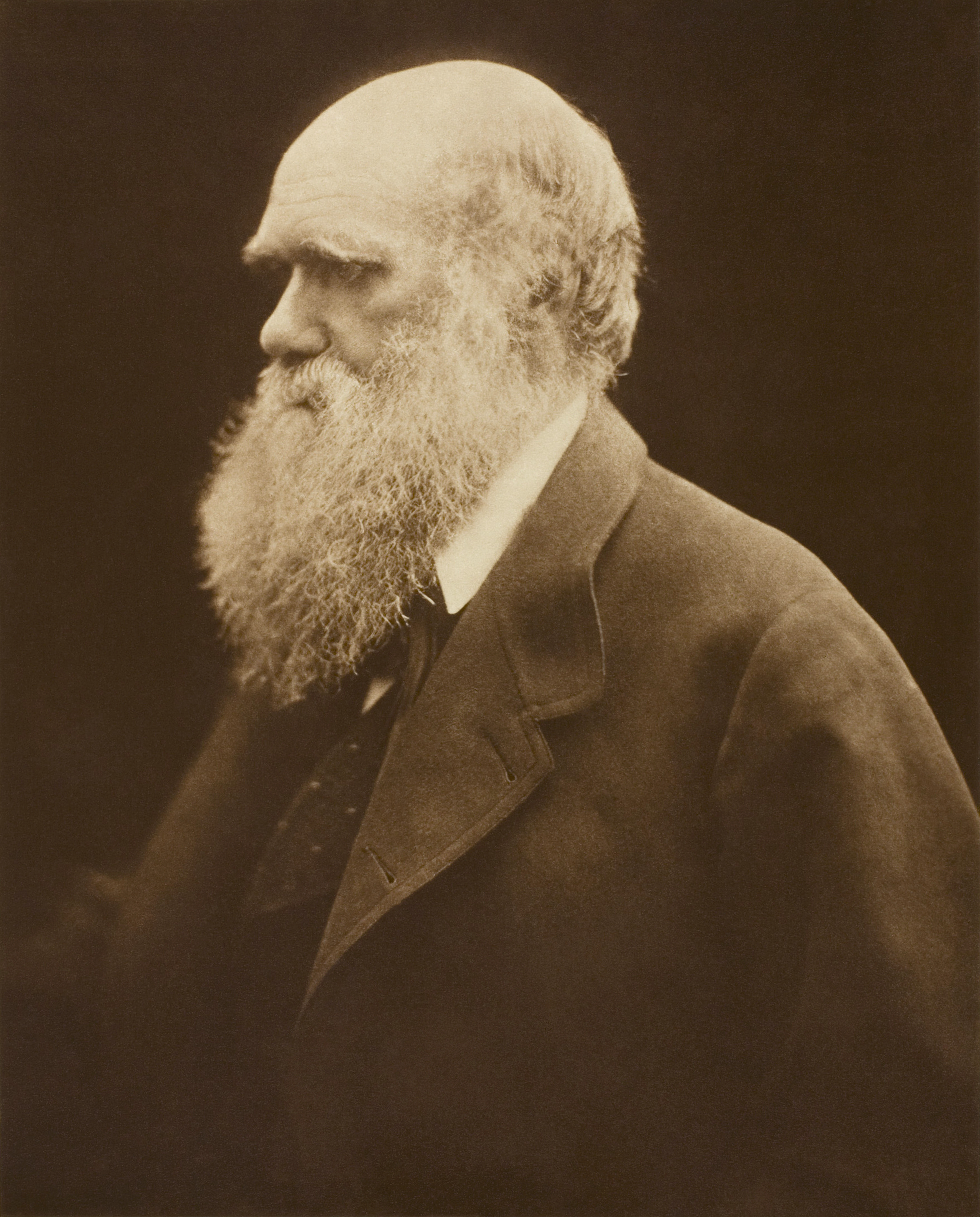
Charles Darwin en 1868

Darwin fait mention de l'idée de mutation neutre dans son œuvre, en émettant l'hypothèse selon laquelle les mutations ne conférant aucun avantage ou préjudice pourraient fluctuer ou se fixer à l'écart de la sélection naturelle :

« Les variations ni utiles ni néfastes ne seraient pas affectées par la sélection naturelle, et seraient soit laissées comme un élément fluctuant, comme on le verra peut-être chez certaines espèces polymorphes, soit finiraient par se fixer, en raison de la nature de l'organisme et de la nature des conditions environnementales. »

— L'Origine des espèces, p.63
Alors que Darwin est largement reconnu pour avoir introduit l'idée de sélection naturelle qui constitue le centre de ses études, il a également entrevu la possibilité qu'il existe des changements n'étant ni bénéficiaires ni préjudiciables à un organisme.
Le point de vue de Darwin sur le changement principalement influencé par des caractères conférant un avantage a fait consensus jusqu'aux années 1960. Alors qu'il étudiait les mutations produisant des substitutions de nucléotides en 1968, Motoo Kimura a trouvé un taux de substitution si élevé que si chaque mutation améliorait la fitness, l'écart entre le génotype le plus adapté et le plus typique serait anormalement trop élevé. Cependant, Kimura a expliqué ce taux de mutation élevé en suggérant que la majorité des mutations étaient neutres, c'est-à-dire qu'elles ont peu ou pas d'effet sur la fitness de l'organisme. Kimura a développé des modèles mathématiques sur le comportement des mutations neutres soumises à la dérive génétique aléatoire dans les populations biologiques. Cette théorie est devenue connue sous le nom de théorie neutraliste de l'évolution.
Grâce au développement de technologies permettant une meilleure analyse de données génomiques, la recherche se poursuit dans ce domaine. Alors que la sélection naturelle peut encourager l'adaptation à un environnement qui change, la mutation neutre peut pousser à la divergence des espèces due à une dérive génétique quasiment aléatoire.

## Impact sur la théorie de l'évolution
La notion de mutation neutre est devenue une part entière de la théorie neutraliste de l'évolution proposée dans les années 1960. Cette théorie suggère que les mutations neutres sont responsables d'une large partie des changements de séquence d'ADN au sein d'une espèce. Par exemple, les insulines bovine et humaine, bien que différant de trois acides aminés dans leur séquence, sont tout de même capables d'accomplir la même fonction. Les substitutions d'acides aminés entre espèces ont été observées auparavant comme étant neutres ou n'ayant aucun impact sur la fonction de la protéine concernée. La mutation neutre et la théorie neutraliste de l'évolution ne sont pas distinctes de la sélection naturelle mais simplement ajoutées aux idées originelles de Darwin : les mutations peuvent apporter un avantage, créer un préjudice ou n'apporter aucune différence quantifiable à la survie d'un organisme.
Un certain nombre d'observations associées aux mutations neutres ont été prédites dans la théorie neutraliste, dont :
- les acides aminés ayant des propriétés biochimiques similaires devraient être substitués plus souvent que des acides aminés biochimiquement plus éloignés ;
- les substitutions de bases similaires (silencieuses) devraient être observées plus souvent que des substitutions de bases non similaires ;
- les introns devraient évoluer au même rythme que les mutations silencieuses survenant dans les exons codants ;
- les pseudogènes devraient aussi évoluer à un rythme similaire.

Ces prédictions ont été confirmées par l'apparition de nouvelles données génétiques depuis l'introduction de cette théorie.

## Les différents types de mutations neutres

### Mutations silencieuses de bases
Lorsqu'un nucléotide incorrect est inséré lors de la réplication ou la transcription d'une région codante, cela peut affecter la traduction finale de la séquence en acides aminés. Comme plusieurs codons sont utilisés pour les mêmes acides aminés, un changement dans une seule base peut quand même entraîner la traduction du même acide aminé. Ce phénomène est connu sous le nom de dégénérescence et permet l'existence d'une variété de combinaisons menant à la production du même acide aminé. Par exemple, les enchaînements de base TCT, TCC, TCA, TCG, AGT et AGC codent tous pour l'acide aminé sérine. Cela peut s'expliquer par le wobble pairing. Cette théorie a été proposée par Francis Crick pour expliquer pourquoi des molécules spécifiques d'ARNt peuvent reconnaître plusieurs codons différents. La partie de l'ARNt qui reconnaît le codon (appelée l'anti-codon) est capable de se lier à plusieurs bases interchangeables à son extrémité 5' grâce à sa liberté spatiale. Une cinquième base appelée inosine peut également être substituée sur un ARNt et est capable de se lier à un A, un U ou un C. Cette flexibilité permet des changements dans les bases au sein des codons, ce qui permet la traduction du même acide aminé. Le changement d'une base dans un codon sans qu'il y ait changement de l'acide aminé traduit est appelé mutation silencieuse. Comme l'acide aminé traduit reste le même, une mutation silencieuse a traditionnellement été considérée comme une mutation neutre. Des études ont suggéré qu'il existerait un biais dans la sélection de la substitution de la base dans une mutation silencieuse. Cela pourrait être dû à la pression de sélection pour améliorer l'efficacité de la traduction associée aux ARNt les plus disponibles, ou simplement au biais mutationnel. Si ces mutations influencent le rythme de traduction ou la capacité d'un organisme à produire des protéines, elles pourraient en réalité influer sur la fitness de l'organisme affecté.
| 1re base | 2e base | 2e base            | 2e base | 2e base | 2e base | 2e base            | 2e base | 2e base                    | 3e base |
| 1re base | U       | U                  | C       | C       | A       | A                  | G       | G                          | 3e base |
| -------- | ------- | ------------------ | ------- | ------- | ------- | ------------------ | ------- | -------------------------- | ------- |
| U        | UUU     | F Phe              | UCU     | S Ser   | UAU     | Y Tyr              | UGU     | C Cys                      | U       |
| U        | UUC     | F Phe              | UCC     | S Ser   | UAC     | Y Tyr              | UGC     | C Cys                      | C       |
| U        | UUA     | L Leu              | UCA     | S Ser   | UAA     | Stop ocre          | UGA     | Stop opale / U Sec / W Trp | A       |
| U        | UUG     | L Leu / initiation | UCG     | S Ser   | UAG     | Stop ambre / O Pyl | UGG     | W Trp                      | G       |
| C        | CUU     | L Leu              | CCU     | P Pro   | CAU     | H His              | CGU     | R Arg                      | U       |
| C        | CUC     | L Leu              | CCC     | P Pro   | CAC     | H His              | CGC     | R Arg                      | C       |
| C        | CUA     | L Leu              | CCA     | P Pro   | CAA     | Q Gln              | CGA     | R Arg                      | A       |
| C        | CUG     | L Leu / initiation | CCG     | P Pro   | CAG     | Q Gln              | CGG     | R Arg                      | G       |
| A        | AUU     | I Ile              | ACU     | T Thr   | AAU     | N Asn              | AGU     | S Ser                      | U       |
| A        | AUC     | I Ile              | ACC     | T Thr   | AAC     | N Asn              | AGC     | S Ser                      | C       |
| A        | AUA     | I Ile              | ACA     | T Thr   | AAA     | K Lys              | AGA     | R Arg                      | A       |
| A        | AUG     | M Met & initiation | ACG     | T Thr   | AAG     | K Lys              | AGG     | R Arg                      | G       |
| G        | GUU     | V Val              | GCU     | A Ala   | GAU     | D Asp              | GGU     | G Gly                      | U       |
| G        | GUC     | V Val              | GCC     | A Ala   | GAC     | D Asp              | GGC     | G Gly                      | C       |
| G        | GUA     | V Val              | GCA     | A Ala   | GAA     | E Glu              | GGA     | G Gly                      | A       |
| G        | GUG     | V Val              | GCG     | A Ala   | GAG     | E Glu              | GGG     | G Gly                      | G       |

| - Acide aminé apolaire - Acide aminé polaire - Acide aminé acide - Acide aminé basique - Terminaison |

Ici par exemple, le codon ATG à la fois code la méthionine et sert de site d'initiation : le premier ATG dans une région codante d'ARNm correspond au site où la traduction en protéine commence,,

### Substitution neutre d'acide aminé
Bien qu'il soit largement admis aujourd'hui que les régions non-codantes des génomes peuvent posséder une fonction biologique, on peut considérer en première approximation que la substitution d'une base dans une zone non codante d'un génome n'aura généralement pas, ou peu d'effet sur la capacité reproductrice d'un individu, et donc pourra être considérée comme étant une mutation "neutre". 
En revanche pour les séquences codantes, il est beaucoup plus probable que des substitutions non silencieuses (certaines substitutions non-synonymes et les mutations non-sens entre autres), aient un impact sur l'organisme , voir la capacité reproductrice de l'individu (substitution non-neutre)
Comme elles modifient la séquence des protéines produites, les substitutions non synonymes peuvent donc avoir (au choix) un effet négatif, positif ou neutre sur la fonctionnalité de la protéine, et donc sur la capacité reproductrice de l'individu si cette protéine est liée au succès reproductif.
Si la modification de la protéine finale altère sa fonction, et que cette altération diminue le succès reproducteur de l'individu qui la porte, alors la mutation tendra à être éliminée de la population au cours des générations. C'est la sélection négative. A l'opposé, si ce changement dans la protéine a un effet positif sur la capacité reproductrice de l'individu qui la produit, alors la mutation tendra à devenir de plus en plus commune dans une population avec le temps jusqu'à devenir prédominante, et on dira alors que la mutation est "fixée". Enfin il existe une troisième possibilité, qui est que le changement d'un acide aminé dans la protéine n'entraîne que peu voire aucune différence sur la fonction de la protéine, de manière ni négative ni positive pour le succès reproducteur de l'individu porteur de cette substitution.
Ces substitutions neutres sont rendues possibles par le fait que la structure et la fonction des protéines présentent en général une certaine résilience face aux changements dans la séquence des acides aminés, et que toutes les protéines synthétisées par un organisme ne sont pas directement liées au succès reproductif.
Le fait qu'une substitution non-synonyme ait un effet notoire ou non sur la fonction de la protéine dépendra généralement de la mutation, et de l'endroit de la séquence codante où se situe la mutation. Par exemple, si la séquence protéique finale est affectée au niveau d'une zone structurelle importante ou dans le site catalytique d'une enzyme, une seule substitution d'acide aminé peut inactiver ou changer la fonctionnalité de la protéine, et la mutation n'est donc clairement pas silencieuse (le phénotype est changé) et peut être pas neutre (Le succès reproductif est peut être altéré. Des substitutions correspondant à des endroits de la protéine moins critiques, en revanche, peuvent être quasiment ou totalement neutres au point de vue du succès reproductif de l'individu, et dériver de façon aléatoire au cours du temps .

## Identification et système de mesure de la neutralité
Habituellement, en génétique des populations et génétique évolutive, les mutations neutres sont évaluées en observant les variations au sein des populations. Celles-ci ont été mesurées historiquement en gel d'électrophorèse afin de déterminer les fréquences d'allozymes. Les analyses statistiques de ces données sont utilisées pour comparer les variations observées aux valeurs prédites sur base de la taille de la population, les taux de mutation et la taille efficace de la population. De premières observations, ayant montré une hétérozygotie plus forte qu'attendue et des variations globales au sein des isoformes de protéines étudiées, ont soulevé des arguments en faveur du rôle de la sélection sur le maintien de ces variations, et contre l'existence de variations due aux effets des mutations neutres qui apparaissent et de leur distribution aléatoire due à la dérive génétique,,. L'accumulation de données basées sur le polymorphisme observé a mené à la formulation de la théorie neutraliste de l'évolution. D'après cette dernière, le taux de fixation d'une mutation neutre dans une population sera directement lié au taux de formation de l'allèle neutre correspondant.
Dans les premiers calculs de Kimura, les mutations neutres sont définies selon l'équation {\displaystyle \left\vert 2Ns\right\vert <1} ou bien {\displaystyle \left\vert s\right\vert \leq {\frac {1}{2N}}}, avec :
- N = taille efficace de la population ; c'est une mesure quantitative de la taille de la population idéale qui suppose que les sex-ratios sont égaux et constants et qu'il n'y a ni émigration, ni migration, ni mutation, ni sélection[18] ; traditionnellement, on suppose que la taille efficace de la population correspond approximativement à un cinquième de la taille totale de la population[19]
- s = coefficient de sélection (0 ≤ s ≤ 1) ; c'est une mesure de la contribution d'un génotype à la génération suivante ; si elle vaut 1 alors on a une contre-sélection complète et aucune contribution, et si elle vaut 0 alors il n'y a aucune contre-sélection[20]

Cette définition de la mutation neutre a été critiquée à cause du fait que de très grandes tailles efficaces de populations peuvent faire que les mutations avec des petits coefficients de sélection apparaissent non neutres. De plus, les mutations avec de forts coefficients de sélection peuvent apparaître neutres chez des populations de taille très faible. L'hypothèse testable de Kimura et les autres qui ont suivi ont montré que le polymorphisme au sein des espèces est approximativement ce qui serait attendu dans un modèle de théorie neutraliste,,.
Dans de nombreuses approches de biologie moléculaire, par opposition à la génétique mathématique, les mutations neutres sont généralement supposées être les mutations ne causant aucun effet visible sur la fonction du gène correspondant. Cette simplification élimine l'effet de différences alléliques mineures sur la fitness et évite les problèmes qui se posent lorsque la sélection n'entraîne qu'un effet mineur.
Les premiers indices supportant cette définition de mutation neutre ont été les taux de mutation observés plus faibles dans des parties fonctionnellement importantes de gènes tels que le cytochrome c par rapport à des éléments moins importants, et la nature fonctionnellement interchangeable du cytochrome c de mammifères dans les études in vitro. Des pseudogènes non fonctionnels fournissent plus de preuves appuyant le rôle des mutations neutres dans l'évolution. Les taux de mutation dans les pseudogènes de la globine mammalienne sont apparus comme étant plus élevés que les taux observés dans les gènes fonctionnels,. D'après la théorie de l'évolution néo-darwinienne, de telles mutations devraient rarement être observées, car ces séquences n'ont pas de fonction et la sélection positive ne pourrait pas avoir lieu.
Le test de McDonald-Kreitman a été utilisé pour étudier la sélection sur de longues périodes de temps à l'échelle de l'évolution. Il s'agit d'un test statistique qui compare le polymorphisme dans des sites neutres et des sites fonctionnels et estime quelle proportion de substitutions a été suivie par une sélection positive. Le test utilise habituellement des substitutions silencieuses dans les gènes codant les protéines en tant composante neutre ; cependant, il a été observé que les mutations silencieuses peuvent être soumises à une sélection "purifiante" dans de nombreux exemples,.

## Horloges moléculaires
Les horloges moléculaires peuvent être utilisées pour estimer la quantité de temps passée depuis la divergence de deux espèces, ainsi que pour situer des événements évolutifs dans le temps. Pauling et Zuckerkandl ont formulé la notion d'horloge moléculaire en 1962 après avoir observé que le processus de mutations aléatoires se produit à un rythme presque constant. Les protéines individuelles ont montré des taux de changement d'acides aminés linéaires au cours du temps à l'échelle évolutive. Malgré la controverse de certains biologistes plaidant que l'évolution morphologique ne se produit pas à un rythme constant, il a été observé que de nombreux changements d'acides aminés se sont accumulés de manière constante. Kimura et Ohta ont exposé ces rythmes comme faisant partie du cadre d'étude de la théorie neutraliste. Ces mutations ont été jugées neutres car la sélection positive devrait être rare et les mutations délétères devraient éliminées rapidement dans une population. Si on suit ce raisonnement, l'accumulation de ces mutations neutres devrait être influencée par le taux de mutations. Ainsi, le taux de mutations neutres chez les organismes individuels devrait correspondre au taux d'évolution moléculaire chez les espèces au cours du temps évolutif. Le taux de mutation neutre est affecté par la quantité de sites neutres au sein d'une protéine ou d'une séquence d'ADN par rapport à la quantité de mutations au sein de sites étant fonctionnellement contraints. En quantifiant ces mutations neutres dans les protéines et/ou l'ADN et en les comparant entre des espèces ou d'autres groupes d'intérêt, on peut déterminer les taux de divergence,. 
Les horloges moléculaires ont causé une controverse à cause des moments auxquels elles dérivent pour des événements comme les radiations explosives observées après les extinctions comme l'explosion Cambrienne, et les radiations des animaux et des oiseaux. Deux différences existent dans les moments issus des horloges moléculaires et des données fossiles. Alors que certains paléontologues soutiennent que les horloges moléculaires sont systématiquement imprécises, d'autres attribuent les divergences à un manque de données fossiles assez robustes ainsi qu'à des biais dans l'échantillonnage. Bien que sans constance et avec des différences par rapport aux données fossiles, les données issues des horloges moléculaires ont montré que l'évolution est dominée par les mécanismes d'un modèle neutre, et est moins influencée par l'action de la sélection naturelle.